# Estat de Bahr al-Ghazal

Bandera de l'estat 1991-1994, abans bandera regional

L'estat de Bahr al-Ghazal fou un estat que va existir al Sudan. L'antiga província de Bahr al-Ghazal fou inclosa a Equatoria al començament del segle XX però segregada el 1948 i va romandre com a província fins al 1983. La província tenia una superfície de 201.048 km² i una població de 991.022 habitants en el moment de la independència el 1956.
La província va subsistir fins als acords d'Addis Abeba de març de 1972, quan es va establir una regió autònoma única pel Sud. El 1980 es van crear cinc regions descentralitzades al nord, i el 5 de juny de 1983 els acords d'Addis Abeba foren annul·lats i la regió suprimida, sorgint al seu lloc tres regions descentralitzades basades en les antigues províncies; una d'aquestes fou la de Bahr al-Ghazal.
El 1991 Sudan va adoptar formalment el sistema federal amb les vuit regions existents més la província de Khartum, que van esdevenir estats; aquestes regions o estats havien existir com a províncies entre 1900 i 1972, però després van esdevenir regions i es van començar a subdividir en províncies. Les regions van esdevenir descentralitzades el 1980 mentre les províncies passaven a ser divisions de segon nivell. El 14 de febrer de 1994 es va passar a un sistema federal amb 26 estats (un estat fou repartit entre dos altres el 2005 quedant 25), i l'estat fou dividit llavors en quatre: Warrap, Buhairat (Lakes o Llacs), Unitat o Unity, Bahr al-Ghazal del Nord i Bahr al-Ghazal de l'Oest.

## Governadors
- George Kongor 1991 - 1992
- Joseph Lasu 1992 - 1994